# Wolica (stacja kolejowa)
Wolica – stacja kolejowa w Wolicy, w województwie świętokrzyskim, w Polsce. Na stacji zatrzymują się pociągi osobowe do Kielc, Kozłowa, Krakowa, Ostrowca Świętokrzyskiego

## Ruch pasażerski[2]
| Rok  | Wymiana pasażerska na dobę |
| ---- | -------------------------- |
| 2017 | 150-199                    |
| 2018 | 150-199                    |
| 2019 | 150-199                    |
| 2020 | 100-149                    |
| 2021 | 100-149                    |
| 2022 | 200-299                    |
| 2023 | 200-299                    |

## Nazwa
Stacja powstała w 1885 roku na Iwangorodzko-Dąbrowskiej Linii Kolejowej i do 1967 roku nosiła nazwę Chęciny (w okresie okupacji hitlerowskiej 1939–1945 „Checiny” ).